# Federación de Guerrillas de León-Galicia

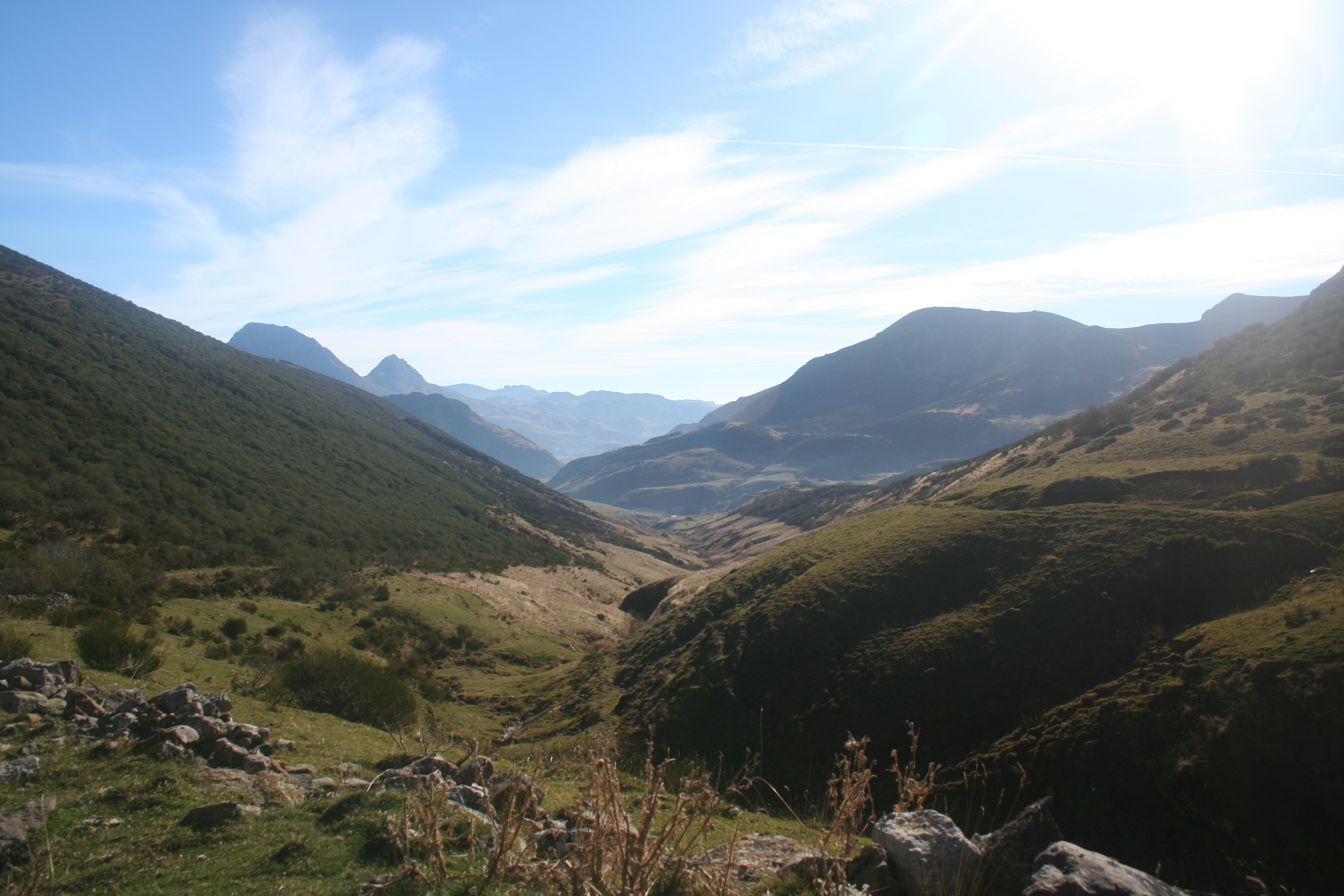
Camino Real del Puerto de la Mesa.

La Federación de Guerrillas de León-Galicia fue una organización guerrillera antifranquista, con carácter pluripartidista, si bien con predominio de socialistas leoneses y asturianos, que agrupó a guerrilleros anarquistas, comunistas y socialistas que operó en la inmediata posguerra española.
La Federación actuaba en el Oeste de León (El Bierzo, Laciana, Cabrera, Maragatería), norte de Zamora (Sanabria), este de Orense (Viana del Bollo, Puebla de Trives, El Barco de Valdeorras) y sureste de Lugo (Fonsagrada, Becerreá y Quiroga). Por eso la Federación toma su nombre de las regiones republicanas de Galicia y León.
Hasta 1944 la Federación de Guerrillas de León-Galicia se mantuvo aislada de los partidos y sindicatos antifranquistas, tanto del interior como del exterior, creando su propia línea política. Se dio la paradoja de que los principales dirigentes eran socialistas, a pesar de que el PSOE como tal no apoyaba la lucha guerrillera. En abril de 1943 editaron el primer número de El Guerrillero, órgano de expresión de la Federación, impreso clandestinamente en Santalla (El Bierzo).

## Historia

### Inicios
Nada más producirse el golpe de Estado de julio de 1936 se constituyeron los primeros grupos de huidos en las montañas del oeste de la provincia de León. Se movían en el área comprendida entre Ponferrada (provincia de León), Puebla de Sanabria (provincia de Zamora) y Viana del Bollo (provincia de Orense), teniendo su «santuario» en la parroquia de Casaio (en el término municipal de Carballeda de Valdeorras), en la sierra del Eje, limítrofe entre las provincias de León y de Orense, y extendiendo sus bases a la vecinas sierra de Cabrera y sierra Segundera. Estos grupos organizaron una red de evasión a Portugal gracias a la colaboración del alcalde de la localidad fronteriza portuguesa de Pinheiro Novo. Tras la caída del frente norte en octubre de 1937 su número se incrementó con la llegada de soldados republicanos procedentes de Asturias. Los cabecillas más conocidos fueron Girón, pronto convertido en una figura legendaria, Serafín Fernández Ramón Santeiro y David Fuentes Álvarez Velasco, este último mandaba un grupo integrado por seis o siete personas.
Tras la guerra civil, un grupo de 16 huidos socialistas asturianos entraron en contacto con ellos tras haber fracasado en su intento de llegar a Portugal, donde pensaban embarcar para irse a América —seis de ellos murieron—. Tras varios meses de conversaciones en la primavera de 1942 formaron la Federación de Guerrillas de León-Galicia, la primera organización guerrillera de posguerra, bajo el liderazgo del asturiano Marcelino Fernández Villanueva Gafas y del leonés Girón, que formaban la Dirección Ambulante. La reunión constitutiva tuvo lugar en abril en los montes de Ferradillo, pueblo próximo a Ponferrada, y a ella asistieron 24 huidos: 5 socialistas, 4 anarquistas, 6 ugetistas, 4 comunistas y 5 sin adscripción política. El carácter pluralista y unitario de la Federación se preservó al incluir en sus estatutos fundacionales la prohibición del proselitismo político dentro de la organización. El puesto de mando se situó en un ático de un bar de Santalla del Bierzo y se creó una red de enlaces llamada la Organización del Llano —gracias al notable apoyo que encontró entre la población especialmente en El Bierzo—, y un Servicio de Información Republicano —que logró infiltrarse entre las fuerzas represivas, lo que le permitió adelantarse a sus operaciones en la zona–, y que juntos formaban las llamadas «Milicias Pasivas».
En los comienzos de la Federación jugó un papel importante Alexander Easton, un ingeniero británico jubilado que tenía una pequeña finca cerca de Ponferrada y que formaba parte de la red de evasión hacia Portugal de los pilotos aliados cuyos aviones eran derribados en la Europa ocupada por los nazis—su puesto oficial era encargado del servicio de la valija diplomática entre los consulados de Vigo, La Coruña y Gijón y la embajada en Madrid—. El «Inglés», como le llamaban los guerrilleros, les proporcionó una radio y una imprenta rudimentaria —con la que al año siguiente comenzarían a editar El Guerrillero en el ático del bar de Santalla con una tirada media de 300 ejemplares—, e incluso instaló una rudimentaria enfermería en una buhardilla de su casa.
En cuanto a sus objetivos la Federación estableció como prioritaria la supervivencia porque asumía que la lucha guerrillera no podría derribar ella sola la dictadura franquista y que ésta caería únicamente mediante una intervención de los aliados en España.
Las primeras bajas se produjeron el 6 de agosto de 1942 cuando cinco guerrilleros murieron cerca de El Barco de Valdeorras en un tiroteo con las fuerzas de orden público, enfrentamientos que se incrementaron al año siguiente —en los que murieron 5 guerrilleros, 1 policía armada, 2 guardias civiles y 3 civiles por represalias de estos últimos—.
Desvinculados de los partidos y sin ayuda externa, los guerrilleros vivían de lo que les daban sus enlaces y, sobre todo, de los golpes económicos, ejecutados siempre contra personas afines al régimen franquista, y cuyo resultado se destinaba normalmente a la compra de armamento en el mercado negro de Portugal. La guerrilla también daba charlas políticas entrando por sorpresa en los pueblos, y hacía abundantes sabotajes contra los vehículos de línea y el tendido eléctrico.
Los guerrilleros pasaban largas temporadas ocultos en casas de toda confianza, individualmente o por parejas. Cuando el peligro era mayor, se refugiaban en la sierra del Eje, territorio libre para los guerrilleros durante varios años. La vida era dura en el monte, pero no faltaba la caza ni el agua. También era frecuente la marcha por el monte, a veces durante meses, caminando de noche y descansando de día.

### La Federación en 1943

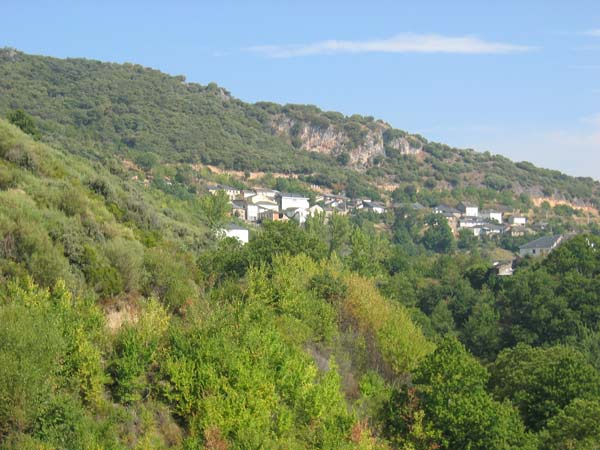
Vista de Sobredo, en el municipio de Sobrado, comarca de El Bierzo. En octubre de 1943 aquí tuvo lugar un enfrentamiento entre guerrilleros y fuerzas del orden, en el que murieron dos miembros de la Guardia Civil.

En junio de 1943, se celebró el Segundo Congreso de la Federación, en el que el Comité Director pasó a llamarse Estado Mayor y el Comité de Disciplina Tribunal de Guerrillas, fortaleciendo de esta forma el carácter militar de la guerrilla —la deserción y la delación estaban castigadas con la pena de muerte—. Al mismo asistió un representante del Partido Comunista de España que les invitó a integrarse en la Unión Nacional Española que el PCE acababa de crear, lo que se acordó en un nuevo Congreso —el Tercero— celebrado en septiembre, aunque la Federación mantuvo su carácter unitario y pluralista. En aquellos momentos la Federación de León-Galicia era la única guerrilla organizada que había en España.
Durante 1943 la guerrilla tuvo varias bajas en enfrentamientos con la Guardia Civil, tanto de guerrilleros como de enlaces. Sin embargo, durante 1944 y 1945 se produjo una calma tensa, con ausencia de enfrentamientos, a causa del devenir de la II Guerra Mundial, cuando ya se veía la derrota de las potencias del Eje. La guerrilla hizo numerosos actos de sabotaje y de propaganda en pueblos y aldeas, pero tanto ellos como la Guardia Civil evitaban el choque. Entre la población había un apoyo condicionado a la guerrilla. Era difícil evitar el miedo a las represalias por parte de las fuerzas del orden público, de un lado, o de las fuerzas antifranquistas, del otro.

### La Federación en 1944
En 1944 se reorganizó el PCE en Asturias, León y Ponferrada. Comenzaron las fugas de comunistas de los destacamentos penales de la zona, los cuales se iban al monte para encuadrarse en la guerrilla. Pero los guerrilleros veteranos no veían con buenos ojos esas incorporaciones de gente a la que no conocían, y que además planteaba serios problemas logísticos y de seguridad. En sus mejores momentos, la Federación nunca contó con más de cien guerrilleros activos.
En octubre de 1944, el 4.º congreso de la Federación reeligió a Villanueva, Morán y Parra, a los que se unió Francisco Elvira Cuadrado en representación de los guerrilleros comunistas. Se acordó crear una Federación Nacional de Guerrillas, proyecto que nunca pasó del papel.
A finales de octubre de 1944 tuvo lugar la invasión del Valle de Arán por parte de la Agrupación Guerrillera promovida por el PCE sobre la base de los maquis comunistas españoles que habían luchado en la resistencia francesa. La operación fue un fracaso, pero unos 200 guerrilleros consiguieron adentrarse en España, contactar con los grupos de huidos y comenzar a organizar las agrupaciones guerrilleras que comenzaron a funcionar en 1945. En Galicia crearon el Ejército Guerrillero de Galicia-León, sin relación orgánica con la Federación de Guerrillas de León-Galicia.

### La Federación en 1945
El 5 de julio de 1945 capitulaba la Alemania nazi. Poco antes, el 19 de junio, la recién creada ONU emitía una condena contra la dictadura española.
Las guerrillas alcanzaron su apogeo. El PCE consiguió crear las agrupaciones guerrilleras de Galicia-Asturias-Santander, Levante-Aragón, Centro-Extremadura y Andalucía, con el objetivo de derribar el régimen franquista mediante la lucha armada. En León, los comunistas incrementaron su influencia a partir del 5.º congreso de la Federación, al tiempo que aumentaban su presencia en Galicia a través del Ejército Guerrillero.
Desde que a finales de 1945 y comienzos de 1946 se tuvo la certeza de que los países aliados no intervendrían en España, la violencia volvió a los montes, golpeando a los guerrilleros, a sus enlaces, a los guardias civiles, a los exponentes más significados del régimen, a los delatores y a los traidores. Durante 1946 la guerrilla desencadenó una ofensiva en toda España, paralela a la presión diplomática sobre el franquismo, pero finalmente el comienzo de la guerra fría permitirá que el régimen de Franco se consolide.

### La Federación en 1946
En 1946 se llevó a cabo el último congreso de la Federación, llamado de reunificación, en los montes de Casaio. Iba a servir para sellar la reconciliación entre la tendencia comunista y las demás, pero, poco después de reelegir como jefe a Villanueva, la Guardia Civil atacó la reunión. El congreso no dio fruto y en agosto los comunistas abandonaron la Federación, pasándose al Ejército Guerrillero. En el trasfondo había un problema político grave: la Federación había basado su existencia en la esperanza de una intervención extranjera que no se había producido; los comunistas pensaban que, por tanto, los federacionistas debían dejarles a ellos tomar el mando de la resistencia armada.
1946 fue el año del declive de la Federación. Se incrementó la violencia represiva contra los enlaces y los familiares de los guerrilleros; aumentaron las muertes y detenciones de guerrilleros causadas por delaciones, y por tanto aumentaron las represalias de la guerrilla, aparte de los actos habituales de sabotaje. Entre los miembros de la Federación prevalecía una política liquidacionista, de dejar el monte y salir al exilio en el extranjero. El PSOE, controlado por Indalecio Prieto, les animaba sin pausa a dejar la guerrilla cuanto antes. Prieto mantenía la opinión, basada en la realidad objetiva y en sus contactos internacionales, de que la guerrilla no lograba ningún objetivo realista que justificase la inevitable y progresiva caída de sus miembros. Entre el PCE se consideraba que la guerrilla cumplía un fin en sí mismo.

### El final, 1947

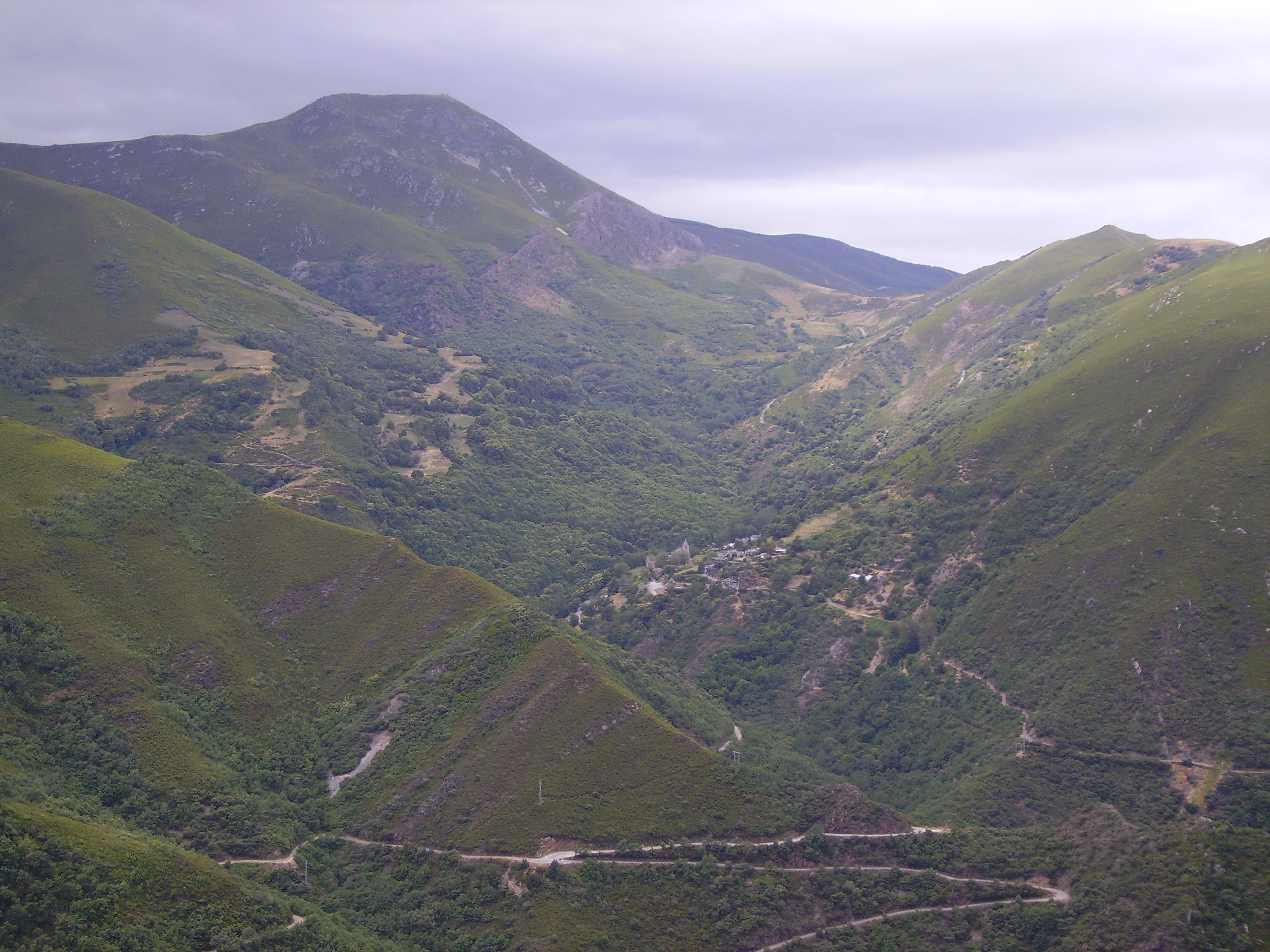
El Pico de la Aquiana y a su falda Montes de Valdueza en los Montes Aquilianos lugares donde "operaba" la partida de Girón.

Durante 1947 las acciones de la Federación serán meramente económicas, con el objetivo de conseguir dinero para la subsistencia y para organizar la salida al extranjero, aun cuando la práctica desaparición de la red de enlaces, a causa de la represión, dificultaba enormemente la salida de los guerrilleros. Pero en 1948 la mayor parte de ellos consiguieron salir al extranjero. El 22 de octubre consiguieron salir en barco desde Luanco a San Juan de Luz una treintena de guerrilleros socialistas leoneses y asturianos. Otros muchos, en grupos de dos o tres, pasaron la frontera francesa a pie desde Bilbao o San Sebastián, mediante guías que cobraban por el servicio.
Algunos guerrilleros que quedaron en los montes de León, una vez perdida la organización, se dedicaron a actividades próximas a la delincuencia común. Otros grupos ingresaron en el Ejército Guerrillero y otros, muy pocos, permanecieron en El Bierzo y Cabrera, en una lucha sin esperanza.
Durante 1949 y 1950 irían muriendo en enfrentamientos con las fuerzas represivas casi todos los guerrilleros que quedaban en el antiguo territorio de la Federación. El último reducto guerrillero fue la comarca de La Cabrera, que prestó apoyo generalizado al grupo de Manuel Girón Bazán, histórico luchador que pasó por todas las fases: huido al monte en 1936, fundador de la Federación de Guerrillas, pasado al Ejército Guerrillero y último exponente de una guerrilla degenerada ya en algo cercano al parasitismo social, si bien todo el mundo coincide en que Girón era un hombre de extraordinaria moralidad. Murió el 2 de mayo de 1951 cerca de Molinaseca (Ponferrada), a causa de la traición de un compañero de partida.